# Magali Amadei
Magali Amadei (ur. 30 listopada 1974 w Nicei) – francuska modelka.
Została „odkryta” przez poszukiwacza modelek w 1990 roku, gdy miała szesnaście lat. Początkowo pracowała na wybiegach Paryża. W 1992 roku podpisała międzynarodowe kontrakty w Los Angeles i Nowym Jorku. Od tego czasu jej kariera nabrała rozpędu, ponieważ dostrzeżono w jej twarzy podobieństwo do Sophi Loren. Pojawiała się na okładkach najbardziej prestiżowych magazynów mody na świecie, jak: Vogue, Marie Claire, Cosmopolitan, Glamour. Ozdabiała pokazy mody m.in.: Dries van Noten, Emanula Ungaro, Givenchy oraz Dries van Noten. Wzięła udział w licznych kampaniach reklamowych dla: L’Oréal, Dove, Banana Republic, Blumarine, Chico's oraz Avon.
W 1997 roku zakończyła międzynarodową karierę w modelingu na rzecz ról w serialach telewizyjnych i filmach.